# África Oriental
África Oriental o África del Este es una de las 22 subregiones en que la ONU divide el mundo. Está compuesta por 17 países: Etiopía, Eritrea, Yibuti, Somalia, Madagascar, Mauricio, Comoras, Seychelles, Uganda, Ruanda, Burundi, Kenia, Sudán, Sudán del Sur, Mozambique, Malaui, Tanzania.
Esta subregión limita al norte con África del Norte, al noreste con el mar Rojo y el golfo de Adén, al este con el océano Índico, al sur con África austral y al oeste con África Central.

## Relieve
Está constituido, en su mayor parte, por montañas de gran altitud, macizos, llanuras costeras y una gran fosa tectónica que abarca el centro de esta región. Además, constituye el mayor accidente geográfico y el más importante de la tierra que es la Gran Fractura o Valle de Rift, la cual se extiende desde Asia (mar Muerto) hasta Mozambique.
Aquí se encuentran las montañas más altas del continenteː el Kilimanjaro (5895 m) situado al noreste de Tanzania, y el Monte Kenia (5199 m) en Kenia.

## Economía
Basado en ganadería en una gran parte, como los bovinos y ovejas, en la agricultura son comunes las frutas y hay un poco de industria, pero muy poca, mayormente dedicada a la metalurgia.